# Learjet 55
Learjet 55 (LJ55) — реактивний адміністративний (бізнес-джет) та пасажирський літак виробництва компанії Learjet. Іменується також як Bombardier Learjet 55.

## Історія літака
Літак Learjet 55 є основоположником 55 серії літаків бізнес-джет класу. Вперше про створення серії було заявлено в 1977 році на Паризькому авіасалоні в Ле Бурже, де представлений перший літак сімейства: Learjet 55. Серія передбачала три варіанти: Learjet 54, Learjet 55 і Learjet 56. Основною відмінністю літака цієї серії від сімейства Learjet став більший салон.
Серія мала низько розташоване крило вільнонесучого моноплана, закінцівки крила були розроблені НАСА. Конструктивна особливість літака — високо розташовані закінцівки крила, що послужила основою прізвиська літака — Longhorn («Довгий ріг»). Літак має Е-подібне хвостове оперення із високим розташуванням керма висоти, оснащений двома ТРДД Garrett TFE731, розташованими збоку від фюзеляжу, тристійокові шасі, що забирається в польоті та ізольований пасажирський салон, кабіну екіпажу на 2 людини. Спорудження learjet 55 розпочалося в квітні 1978 року після всебічних випробувань і робіт з проектування крила, які проводилися спочатку на літаку Learjet 25. Перший політ Learjet 55 виконав 19 квітня 1979 року. Перші серійні літаки були випущені 18 березня 1981 року. Всього випущено 147 одиниць.

## Модифікації

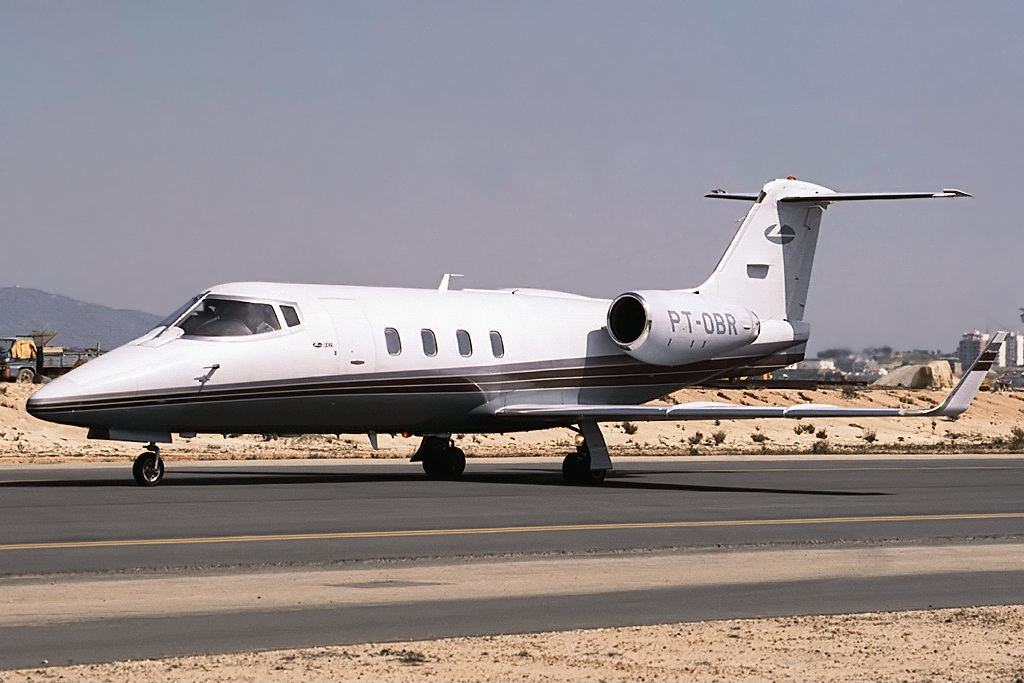
Learjet 55 Компанії Lider Taxi Aereo

Learjet 54
Одинадцятимістний варіант, не побудований.

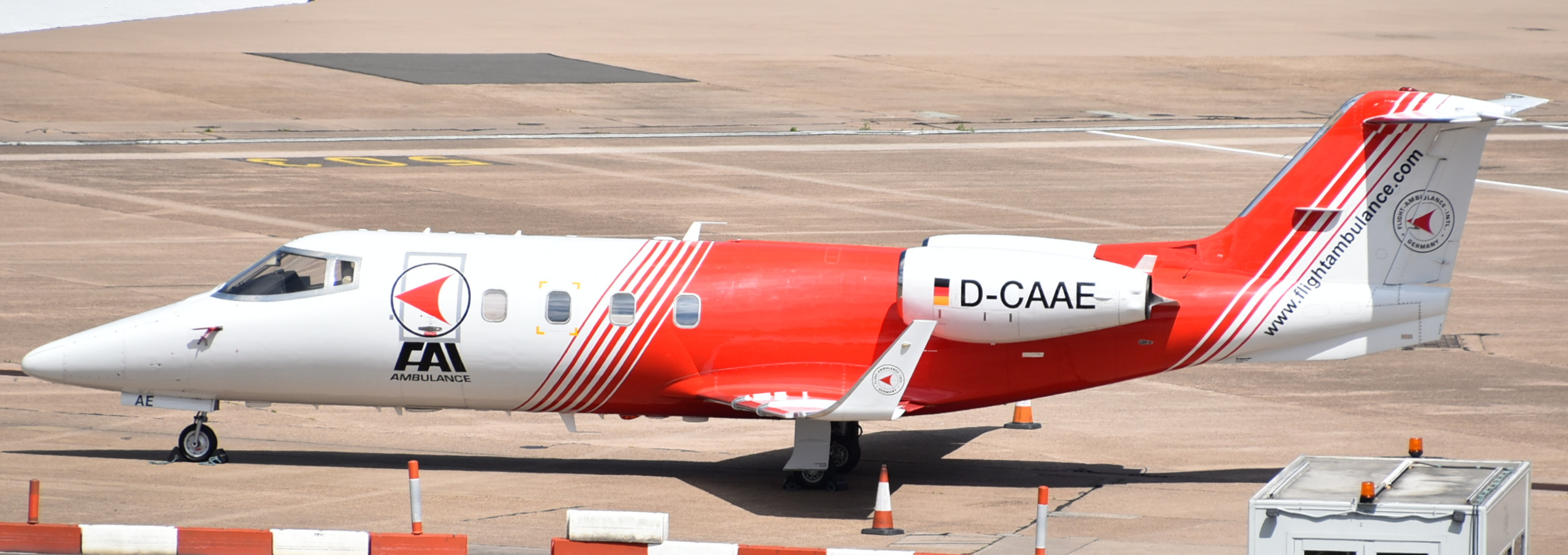
Learjet 55
Серійний варіант, випущено 126 одиниць.
Learjet 55B
Випущений у 1986 році. Поліпшена версія серії зі скляною кабіною, підвищена економічність двигунів і збільшена дальність, випущено 8 одиниць.
Learjet 55C
Випущений в 1987 році. Змінений зовнішній дизайн задньої частини, під фюзеляжем ззаду розміщені аеродинамічні щитки, для підвищення стійкості і зменшення посадкової швидкості.
Learjet 55C/ER
Пізня версія Learjet 55C.
Learjet 55C/LR
Версія Learjet 55C зі збільшеною дальністю польоту за рахунок розміщення додаткового паливного бака в хвостовій частині фюзеляжу.
Learjet 56
Восьмимісний варіант, не побудований.

## На службі в авіакомпаніях
- Домініканська Республіка
  - Авіакомпанія «Servicios Aéreos Profesionales»

## Льотно — технічні характеристики

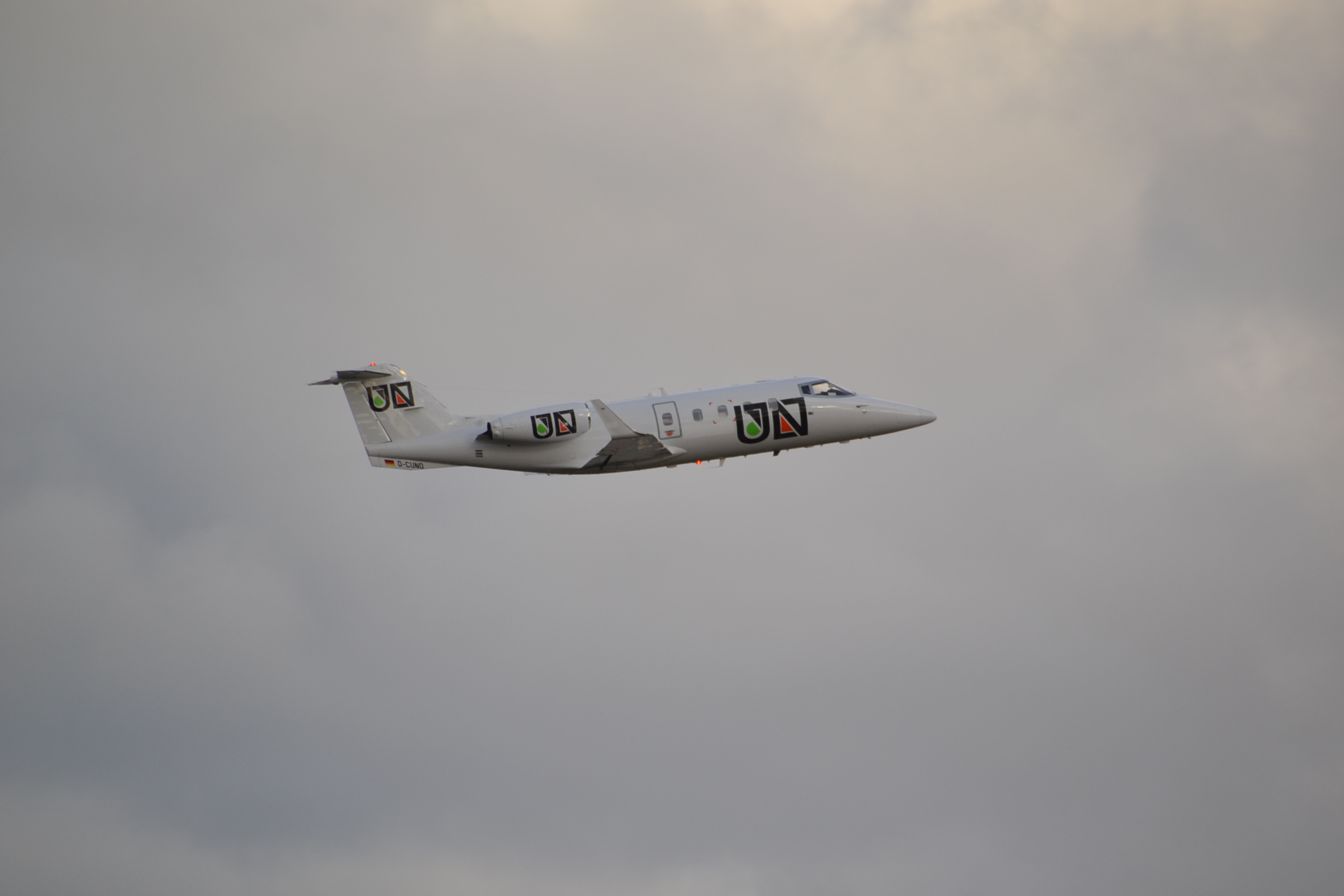
Learjet 55, D-CUNO

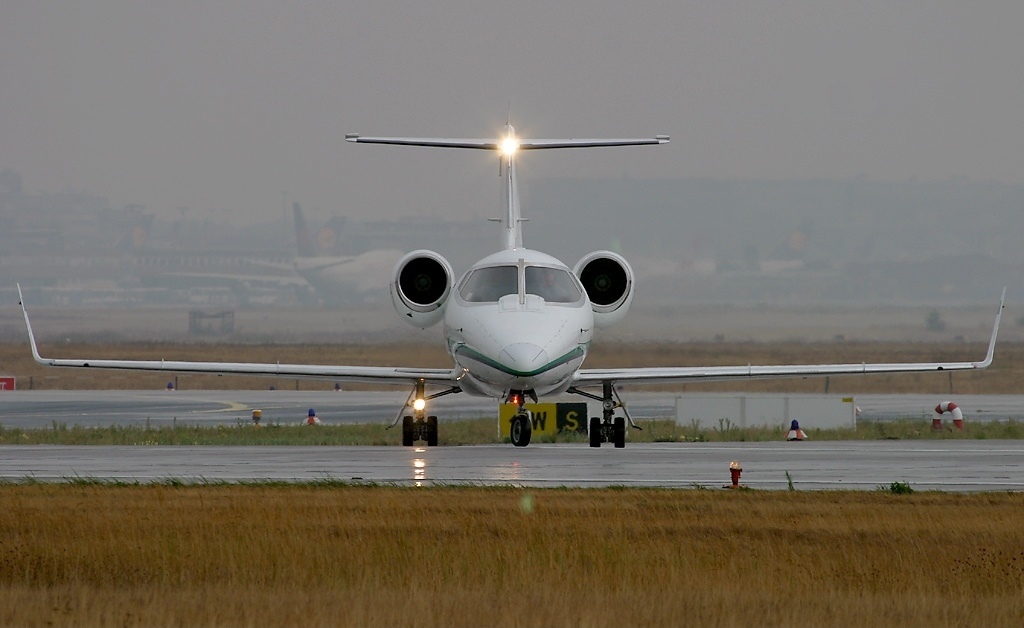
Learjet 55